# Nuno Gomes Nabiam

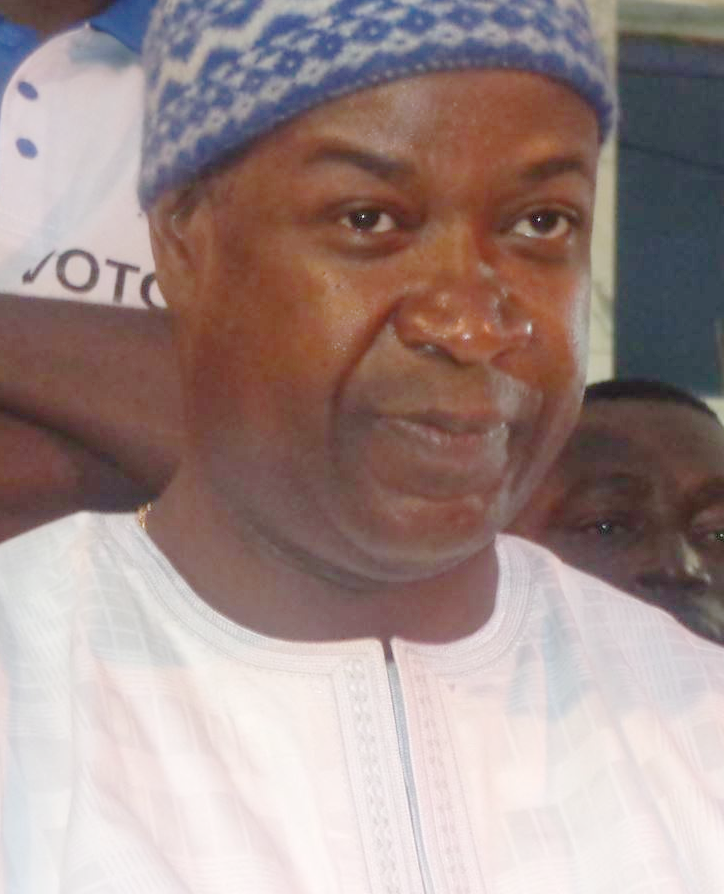
Nuno Gomes Nabiam

Nuno Gomes Nabiam (* 17. November 1966) ist ein guinea-bissauischer Politiker, der vom 28. Februar 2020 bis zum 8. August 2023 Premierminister von Guinea-Bissau war. Er ist Mitglied der Partei Assembleia do Povo Unido – Partido Democrático da Guiné-Bissau (APU-PDGB).

## Laufbahn
Gomes Nabiam erhielt seinen Abschluss an der Kwame Nkrumah National High School. Er schloss ein Studium als Luft- und Raumfahrtingenieur in Kiew ab und erhielt 1986 ein Stipendium für die zivile Luftfahrt. Später studierte Gomes Nabiam in den Vereinigten Staaten, wo er einen Master-Abschluss in Betriebswirtschaft erwarb.
Gomes Nabiam wurde 1978 Aktivist in der Jugendorganisation der Partido Africano da Independência da Guiné e Cabo Verde (PAIGC). Im Jahr 1980 wurde er Mitglied in der Partei PAIGC. Im Jahr 2012 wurde er von der Regierung von Bissau-Guinea zum Vorsitzenden des Verwaltungsrats der Zivilluftfahrtbehörde von Guinea-Bissau ernannt. Als unabhängiger Kandidat trat er 2014 bei den Präsidentschaftswahl an und verlor in der Stichwahl gegen José Mário Vaz. Daraufhin gründete er die politische Partei Assembleia do Povo Unido – Partido Democrático da Guiné-Bissau (APU-PDGB).
Am 28. Februar 2020 wurde Gomes Nabiam vom selbsterklärten Präsidenten Umaro Sissoco Embaló zum Premierminister von Guinea-Bissau ernannt. Vom Parlament wurde dies allerdings nicht anerkannt.